# Regierung Reid-McLean

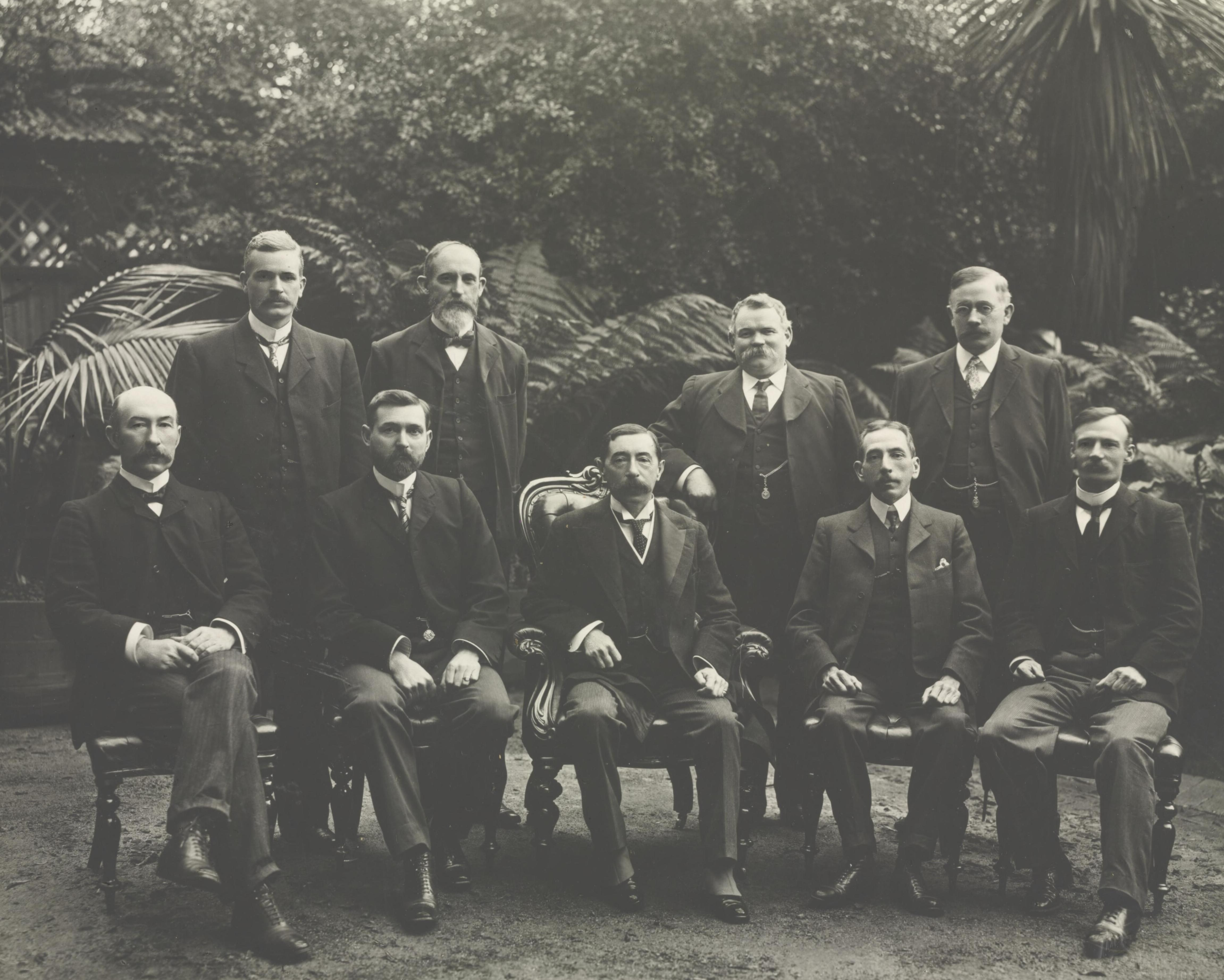
Die Regierung Watson: hinten (von links) Fisher, Dawson, McGregor, Mahon; vorn (von links) Higgins, Watson, Lord Northcote, Hughes, Batchelor

Die Regierung Reid-McLean war die vierte Regierung von Australien. Sie amtierte vom 18. August 1904 bis zum 5. Juli 1905. Sie war die erste australische Regierung unter Führung der Free Trade Party.
Ihre Vorgängerregierung, eine von der Protectionist Party unterstützte Minderheitsregierung der Australian Labor Party unter Premierminister Chris Watson, scheiterte, wie auch schon die Regierung Deakin I, am Streit um die Details der conciliation and arbitration bill. George Reid, der Führer der Free Trade Party, wurde neuer Premierminister einer Koalition von Free Trade Party und Protectionist Party. Alfred Deakin, der Führer der Protectionists, unterstützte die Regierung, weigerte sich aber dem Kabinett beizutreten. Über die Frage der Regierungsunterstützung kam es zu einer Spaltung der Protectionists, von denen ungefähr die Hälfte die Labor-Opposition unterstützen, wodurch die Regierung nur noch über eine Mehrheit von einer Stimme im Repräsentantenhaus verfügte. Im Juni 1905 entzog Deakin der Regierung seine Unterstützung und bildete, toleriert durch die Labor Party, eine neue Regierung.

## Ministerliste
| Amt                                 | Minister              | Partei              | Amtszeit                       | Bild |
| ----------------------------------- | --------------------- | ------------------- | ------------------------------ | ---- |
| Premierminister und Außenminister   | George Reid           | Free Trade Party    | 18. August 1904 – 5. Juli 1905 |      |
| Minister für Handel und Zölle       | Allan McLean          | Protectionist Party | 18. August 1904 – 5. Juli 1905 |      |
| Generalstaatsanwalt                 | Josiah Symon          | Free Trade Party    | 18. August 1904 – 5. Juli 1905 |      |
| Schatzminister                      | George Turner         | Protectionist Party | 18. August 1904 – 5. Juli 1905 |      |
| Innenminister                       | Dugald Thomson        | Free Trade Party    | 18. August 1904 – 5. Juli 1905 |      |
| Verteidigungsminister               | James Whiteside McCay | Protectionist Party | 18. August 1904 – 5. Juli 1905 |      |
| Generalpostmeister                  | Sydney Smith          | Free Trade Party    | 18. August 1904 – 5. Juli 1905 |      |
| Vizepräsident des Executive Council | James Drake           | Protectionist Party | 18. August 1904 – 5. Juli 1905 |      |